# Bosó vectorial
En física de partícules, un bosó vectorial és un bosó l'espín del qual és igual a u. Els bosons vectorials que també són partícules elementals són bosons gauge, els portadors de forces de les interaccions fonamentals. Algunes partícules compostes són bosons vectorials, per exemple qualsevol mesó vectorial (quark i antiquark). Durant les dècades de 1970 i 1980, els bosons vectorials intermedis (els bosons W i Z, que medien la interacció feble) van cridar molt l'atenció en la física de partícules.
Un bosó pseudovector és un bosó vectorial que té paritat parell, mentre que els bosons vectorials "regulars" tenen paritat senar. No hi ha bosons pseudovectors fonamentals, però sí mesons pseudovectors.

Diagrama de Feynman de la fusió de dos bosons vectorials electrofebles amb el bosó escalar de Higgs, que és un procés destacat de la generació de bosons de Higgs als acceleradors de partícules. (El símbol q significa una partícula de quark, W i Z són els bosons vectorials de la interacció electrodèbil. H ^{0} és el bosó de Higgs.)

## En relació al bosó de Higgs
Les partícules W i Z interaccionen amb el bosó de Higgs tal com es mostra al diagrama de Feynman.

## Explicació
El nom de bosó vectorial sorgeix de la teoria quàntica de camps. El component del gir d'aquesta partícula al llarg de qualsevol eix té els tres valors propis - ħ, 0 i + ħ (on ħ és la constant de Planck reduïda), el que significa que qualsevol mesura del seu gir només pot donar un d'aquests valors. (Això és cert per als bosons de vectors massius; la situació és diferent per a les partícules sense massa com el fotó, per raons fora de l'abast d'aquest article. Vegeu la classificació de Wigner.)
L'espai dels estats d'espín, per tant, és un grau discret de llibertat que consta de tres estats, el mateix que el nombre de components d'un vector en l'espai tridimensional. Les superposicions quàntiques d'aquests estats es poden prendre de manera que es transformin sota rotacions igual que els components espacials d'un vector giratori (l'anomenada representació 3 de SU(2)). Si el bosó vectorial es pren com el quàntic d'un camp, el camp és un camp vectorial, d'aquí el nom.
La part de bosó del nom sorgeix de la relació espín-estadística, que requereix que totes les partícules d'espin senceres siguin bosons.